# Адванец, Михаил
Михаил Адванец из Бучача (ум. 1392) — польский шляхтич герба Абданк, родоначальник Бучацких.
Польский род Абданк начал оседать в бывшем Галицко-Волынском княжестве после окончания второго этапа войны за галицко-волынское наследство в 1366 году.
Во время правления в Галицкой Руси Владислава Опольского (1372—1379), наместника венгерского и польского короля Людовика I Великого, Михаил Адванец получил во владение местечко Бучач, где построил замок, перестроил римско-католический костёл. Вероятно, его первоначальная резиденция находилась в Рукомыше.
9 февраля 1386 года Михаил Адванец был записан свидетелем в грамоте русского старосты Анджея. 29 сентября 1389 года упомянут в качестве свидетеля в двух привилеях короля Владислава Ягелло, выданных во Львове. 24 января 1392 года в Луцке король своим привилеем передал Михаилу в собственность село Койданов.
После аннексии Галиции польской короной Михаил Адванец в 1393 году получил от Владислава Ягелло привилей на выдачу Магдебургского права Бучачу — одному из первых поселений в Галицкой земле. За помощь в борьбе с татарами и при заключении с ними мира получил крупные земельные владения в окрестностях Белгорода и Очакова.
От брака с Маргаритой Кола имел трёх сыновей и одну дочь:
- Теодорих Бучацкий (ок. 1378—1450/1456), каштелян галицкий и каменецкий, генеральный староста подольский, основатель рода Язловецких
- Михаил Бучацкий (ок. 1380—1438), каштелян и чашник галицкий, воевода подольский, староста галицкий, каменецкий и перемышльский
- Михаил «Мужило» Бучацкий (ок. 1384—1469/1470), каштелян каменецкий, воевода подольский, старосты снятынский и коломыйский
- дочь, жена наместника виленского и старосты кревского Андрея[лит.] Гаштольда (ок. 1342—1408).